# ヤニ・トイヴォラ
ヤニ・トイヴォラ（Jani Toivola、1977年 - ）は、フィンランドのヴァーサ生まれの俳優・ダンサー。父親はケニヤ人、母親はフィンランド人。
1999年から2002年まで、ニューヨークのHB Acting Studioで学んだ。ダンサーとして以外にも、テレビ番組や演劇に出演している。
彼はThe Voice TVのヒットチャートアナウンサーであった。また、フィンランドのテレビ番組Idols第3シーズンの司会をエッレン・ヨキクッナスと共に務めた。
トイヴォラは同性愛者であることを公表している。

## 出演歴
- Kuilu mielessä (2003)
- Käenpesä（TVシリーズ） (2005)；Samir Kibaki役
- Meno-paluu（旅番組） (2005)；司会
- Ähläm Sähläm（TVシリーズ） (2006)；Heikki役
- Osasto 5（TVシリーズ）(2006)；Ahmed Mattila役
- Idols（TVシリーズ第3シーズン）(2007)；司会
- Kaikki kunnossa（TV番組）(2007)；ウェイター

## 演劇
- Sorsastaja フィンランド国立劇場 (2006)
- Hairspray ヘルシンキ市立劇場 (2005)
- Hair リンナンマキ ピーコック劇場